# 徐有潔
徐有潔（英語：Sandra、Hsu Yu-chieh，1981年3月2日—），藝名小斯，臺灣音樂家、教育家、翻譯家、主持人、妮可醬女子樂團團長兼主唱，曾任中華民國大陸委員會及交通部口譯官、臺北流行音樂中心發言人，現為滾石電音旗下藝人、AmazingTalker英文教師，與Eko搭檔主持YouTube頻道《驚奇玩起來 AmazingTalker Show》。

## 生平
於臺中市出生，畢業於臺中女中、東海大學外文系和巴斯大學口筆譯研究所。
2002年，以交換生就讀麻薩諸塞大學阿默斯特分校。
2009年，擔任中華民國大陸委員會政策口筆譯官。
2011年，以踢館者身份參加《超級偶像5》選秀，但以第八名落敗。
2013年，任教於銘傳大學國際學院、逢甲大學。
2015年，擔任中華民國交通部部長專任口譯官。
2024年，與胡瓜擔任TVBS歡樂台益智節目《拜託ATM Battle》主持。
2024年6月，證實已於2022年4月1日與餐廳老闆許傑克結婚。

## 個人音樂作品
| 年份 | 日期     | 歌名               | 備註                                       |
| ---- | -------- | ------------------ | ------------------------------------------ |
| 2024 | 12月17日 | 〈Make A Wish〉    | 小公視《為寶貝唱一首歌》愛唱歌系列。       |
| 2024 | 12月26日 | 〈Baby向我走過來〉 | 與男團VERA合唱，收錄於其《Ver.25》專輯中。 |